# Іля
Іля́ (рос. Иля) — село у складі Дульдургинського району Забайкальського краю, Росія. Адміністративний центр та єдиний населений пункт Ілинського сільського поселення.

## Населення
Населення — 316 осіб (2010; 390 у 2002).
Національний склад (станом на 2002 рік):
- росіяни — 84 %